# 阿隆·阿贝尔斯基
阿隆·亚历山大·阿贝尔斯基（德語：Alon Alexander Abelski；1989年5月29日—）是一名德裔以色列足球运动员，目前效力于巴姆堡格。

## 职业生涯
阿贝尔斯基在2010年1月17日以德乙对阵FSV法兰克福的比赛中代表杜伊斯堡一线队上演首秀。